# Energia nucleare in Svezia
Nel 2011 l'energia nucleare in Svezia ha generato il 39,6% dell'energia elettrica prodotta in totale nel Paese.
A marzo 2010, sono presenti in questa nazione 3 centrali nucleari in funzione che dispongono complessivamente di 10 reattori operativi.
Non si stanno edificando nuove centrali nucleari.
Vi sono anche altre 2 centrali nucleari chiuse che dispongono complessivamente di 3 reattori chiusi.

## Storia

### Lo sviluppo iniziale

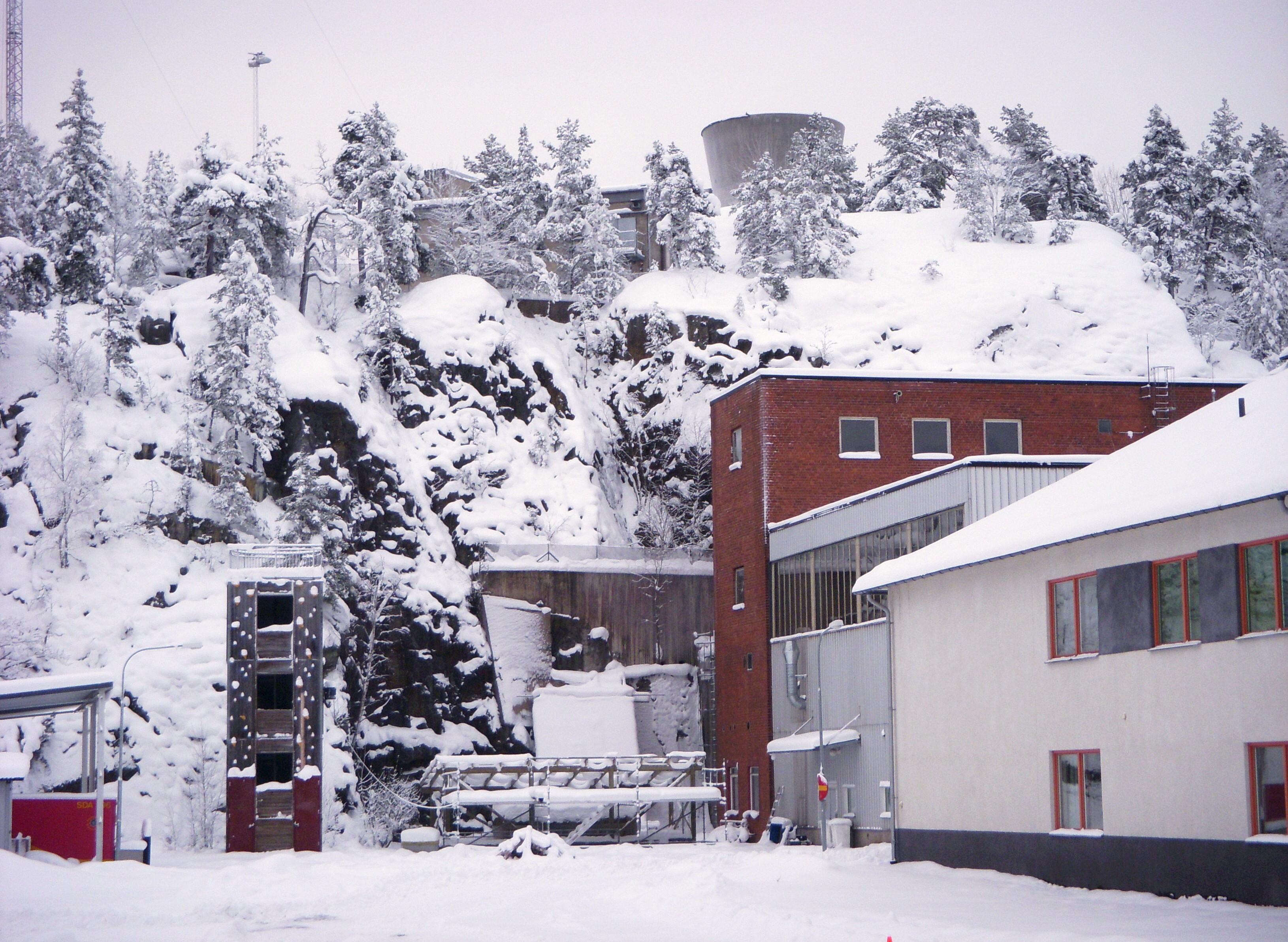
La centrale di Ågesta nel 2009, utilizzata anche per il teleriscaldamento di alcune zone di Stoccolma.

Fino alla fine degli anni sessanta era l'idroelettrico la principale fonte per la produzione di energia elettrica svedese, che favorì una notevole crescita industriale. Nel 1965 si decise di integrare il presente con il nucleare, al fine di evitare le incertezze dei prezzi del petrolio e aumentare la sicurezza dell'approvvigionamento. Questa politica energetica fu rafforzata dalla crisi petrolifere dei primi anni settanta, in un'epoca in cui la Svezia dipendeva dal petrolio per circa un quinto della sua elettricità e la domanda di elettricità è stato un incremento del 7% annuo. Nella metà degli anni settanta, la spinta nucleare è diventato una questione politica, e nel 1977 è stata approvata una normativa per garantire una corretta gestione dei rifiuti, questo ha fornito la base per la leadership mondiale della Svezia nella gestione di combustibile utilizzato (in particolare per quei paesi che non considerano il riprocessamento).
Tutta la produzione energetica da petrolio era stata sostituita nel 2000 con l'energia nucleare e la Svezia nel 2000 emetteva il 60% del CO2 emesso nel 1990.
Nel 1947 il governo svedese creò la propria organizzazione di ricerca sull'energia nucleare, la Atomenergi, mentre il primo reattore di ricerca, l'R1, fu costruito dal 1954. L'organizzazione di ricerca raccomandò poi l'utilizzo l'utilizzo dell'energia nucleare per il teleriscaldamento, la Atomenergi decise quindi di costruire due reattori (R2 da 50 MW ed R2-0 da 1 MW), presso Nyköping, questi hanno funzionato fino a metà del 2005. Nel 1965 la Atomenergi e la Vattenfall commissionarono il piccolo reattore da 65 MWt di Ågesta che ha funzionato fino al 1974; altre due compagnie elettriche costruirono un reattore da 140 MW di tipo PHWR, ma il progetto fu accantonato poco prima della prima carica di combustibile.
Successivamente fu ordinato alla ASEA un reattore di tipo BWR da 460 MW per l'impianto di Oskarshamn, questo fu il primo reattore LWR ad essere costruito senza una licenza dai fornitori americani. A questo seguirono i reattori di Ringhals, Barsebäck e Forsmark. In totale furono costruiti 12 reattori in 4 siti, nella parte meridionale del paese. Dopo la chiusura dei due reattori di Barsebäck sono rimasti in funzione 10 reattori per una potenza complessiva di oltre 9000 MW. La produzione di energia elettrica da fonte nucleare nel paese è molto variabile, visto che dipende principalmente dalle precipitazioni invernali che sopperiscono tramite l'idroelettrico alla fornitura primaria di elettricità della nazione.
La centrale di Barsebäck, con due reattori, è stata chiusa su decisione del governo e doveva chiudere entro il 2001. La demolizione nel 2021 è parzialmente iniziata, in attesa della costruzione di siti di stoccaggio, e il reattore è stato sezionato per essere eliminato dalla Nurkem (società con base in Germania gestita dalla Russia). Dopo la "demolizione radiologica" prevista entro il 2028, il terreno potrà essere utilizzato solo per altri scopi legati all'energia nucleare. Dopo la chiusura il governo impose una tassa sulla potenza termica prodotta dai vari reattori, penalizzando quindi la produzione nucleare rispetto alle altre fonti, che vengono tassate al consumo ("tassa sul carbone", molto alta in Svezia), questa tassa è stata poi ulteriormente aumentata nel 2006 e nel 2008, arrivando agli attuali 0.67c€/kWh, che corrispondono a circa un terzo del prezzo alla produzione dell'energia nucleare svedese. Oltre a questo la capacità produttiva degli impianti rimasti è stata aumentata per sopperire alla perdita dei due reattori spenti; fino alla fine del 2008 sono stati potenziati i reattori per un totale di 1050 MW.
Nell'agosto 2006 tre dei dieci reattori nucleari del paese sono stati chiusi per motivi di sicurezza a seguito di un guasto alla centrale nucleare di Forsmark, in cui due dei quattro generatori di emergenza non sono entrati in funzione, innescando così una situazione di rischio. I sistemi di raffreddamento hanno funzionato e lo spegnimento è riuscito. L'accaduto è stato classificato come un guasto di livello 2 nella Scala INES. Un ulteriore reattore a Forsmark ed un quinto a Ringhals sono stati scollegati per lavori di manutenzione in quanto si è evidenziato un difetto di progettazione. Con cinque dei dieci reattori totali fuori uso, la capacità di produrre energia della Svezia è calata di quasi un quinto durante quei mesi.

### Chiusura del programma nucleare
Dopo l'incidente alla centrale statunitense di Three Mile Island nel 1979, in Svezia si tenne un referendum che prevedeva come scelte possibili solo tre "no al nucleare", più o meno pesanti, senza alcuna possibilità di votare per un mantenimento; una larga maggioranza dei votanti decise il completamento dei reattori in costruzione ed il loro mantenimento fino a quando saranno economicamente competitivi. Dopo che il Parlamento svedese decise nel 1980 che nessuna ulteriore centrale nucleare sarebbe stata costruita, l'abbandono svedese dell'energia nucleare avrebbe dovuto essere completato entro il 2010.
A seguito dell'incidente di Černobyl' si creò una forte opposizione, nel 1988 il governo decise di iniziare il phase-out (uscita graduale) nel 1995, il tutto fu però rimandato nel 1991 a causa delle pressioni sindacali. Nel 1997 il Riksdag, il Parlamento svedese, decise la fermata dei due reattori a Barsebäck, il primo entro il 1º luglio 1998 e il secondo prima del 1º luglio 2001, a condizione che l'energia da loro prodotta fosse stata compensata, studi di settore riportavano però che questa scelta sarebbe stata economicamente impossibile da raggiungere entro il 2010, in ogni caso un reattore poteva essere spento senza gravi ripercussioni. Il governo conservatore seguente provò ad annullare la decisione ma, dopo le proteste, decise di rinviarne la scadenza al 2010, due reattori venivano chiusi nel 1999 e nel 2005. Un effetto legato alla chiusura di questi due reattori fu un rinvio della data di decommissioning degli altri 10, avendo questi ottenuto una proroga fino ai 40 anni di funzionamento, cioè fino al 2012-2025
Negli anni settanta il partito di centro svedese iniziò una campagna antinucleare culminata con i referendum del 1980, e ha mantenuto la sua posizione fino al 2005.
Nel marzo 2005 un sondaggio di opinione su un campione di 1.027 persone mostrò che l'83% di loro era favorevole al mantenimento o all'incremento della produzione di energia elettrica da fonte nucleare e un altro sondaggio del mese di maggio dello stesso anno che ha interpellato chi abitava nei dintorni di Barsebäck evidenziò che il 94% degli intervistati avrebbe voluto che la centrale appena chiusa fosse rimasta invece in funzione.. Sondaggi più recenti indicano che ben il 28% degli svedesi vorrebbe maggiori investimenti sul nucleare, e solo il 15% la chiusura totale degli impianti.

### Chiusura di Barsebäck

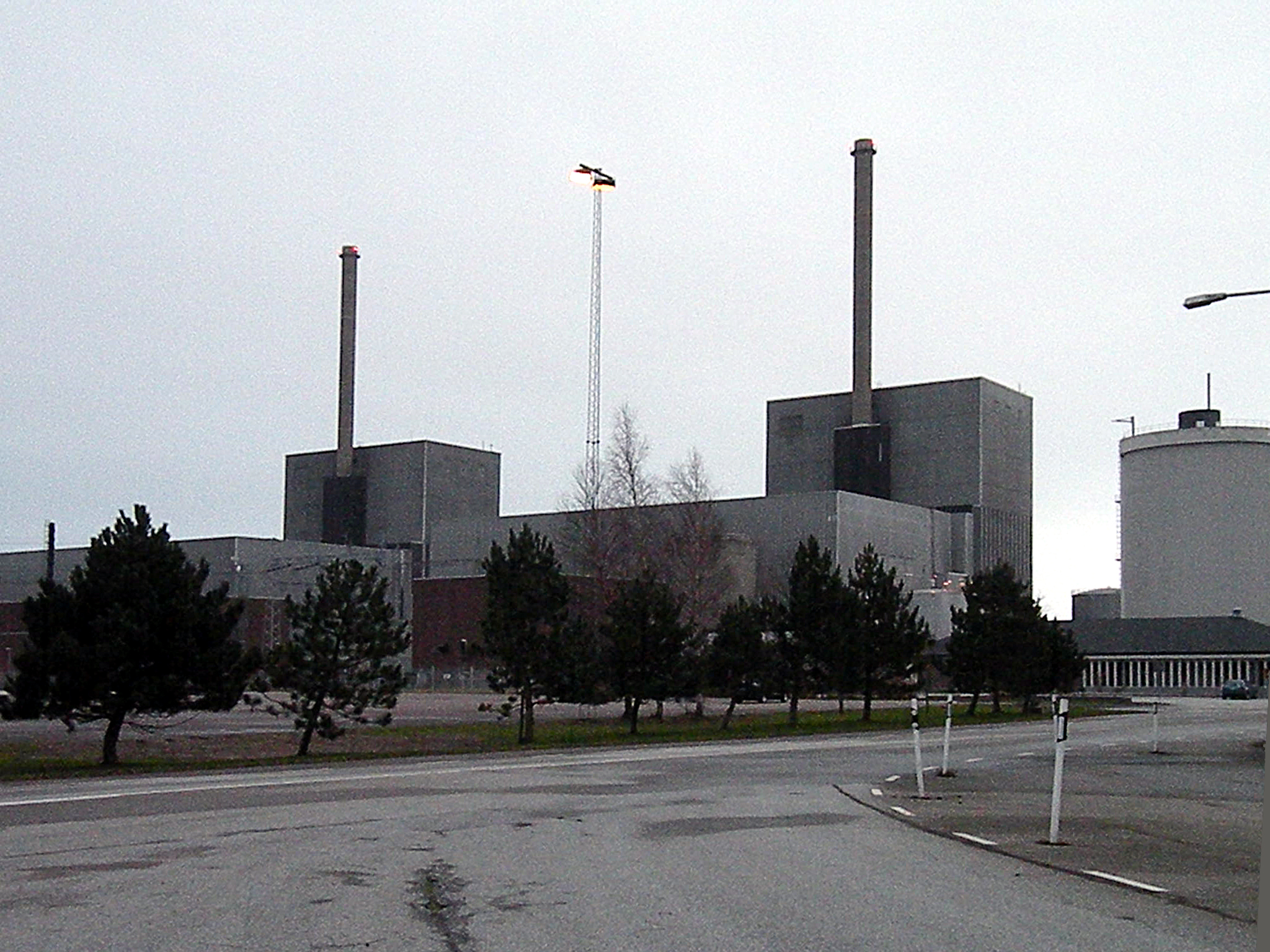
La centrale di Barsebäck, chiusa definitivamente nel 2005.

La centrale nucleare di Barsebäck si trova nel sud della Svezia, a 30 km da Malmö ed a 20 km da Copenaghen, la capitale di un paese fortemente anti-nucleare. Nel 1997, il governo svedese ha deciso di chiudere l'unità 1 a metà del 1998, mentre l'unità 2 a metà del 2001. La Sydkraftuno, l'utility proprietaria di Barsebäck, ha risposto mettendo in dubbio la legittimità della decisione e ha presentato un reclamo formale alla Commissione europea sulla base di una discriminazione irragionevole. Ha inoltre iniziato un negoziato con il governo svedese in materia di risarcimento completo della capacità di generazione attuale, non economico. Il risultato è stato che la chiusura delle unità 1 è stata rinviata alla fine di novembre 1999 con un complesso accordo tra il governo, Vattenfall e Sydkraft, per trasferire parte dell'impianto di Ringhals a quest'ultima.
Nel mese di ottobre 2004, dopo due anni di discussioni con le utility sul futuro delle centrali nucleari del paese, il governo svedese ha interrotto i negoziati e ha dichiarato che Barsebäck 2 sarebbe stata chiusa nel maggio 2005, dopo un'attività di 28 anni, indipendentemente dalle condizioni precedentemente concordate in materia di sostituzione della capacità produttiva. I leader dell'industria e dei sindacati hanno espresso parole forti sulla proposta di chiusura di Barsebäck. Questo "sarà combattuto e non accetteremo mai che il paese butti via inutilmente da 20 a 30 miliardi di corone [US$ 2-3 miliardi] mentre tagliamo la legna per soddisfare il fabbisogno energetico", ha affermato il presidente di Volvo, in una lettera con ulteriori 100 firme. La lettera criticava il peggioramento del clima aziendale in Svezia e affermava che il piano di "smantellare una forma di energia pulita, economica e altamente efficace è l'ultima goccia".
Il compenso per l'unità 2 è stata concordata a 583 milioni€, come parte della transazione, Vattenfall trasferito quasi il 4% della sua partecipazione in Ringhals a E.ON Sverige.

### Abrogazione del "Phase-out"
Nel 2005 per una congiuntura di aumento dei prezzi dell'elettricità, e in vista delle nuove elezioni del 2006, il partito di centro ha invertito la sua posizione e si è alleato in questo obiettivo con gli altri partiti nuclearisti, dando quindi la possibilità al nucleare di sopperire alla produzione di energia elettrica anche dopo il 2010; questa linea di condotta era in linea con circa il 60% dell'opinione pubblica come emergeva dai sondaggi. Il piano di governo non prevedeva la costruzione di nuovi reattori, bensì si prefiggeva di abolire il programma di smantellamento, all'inizio del 2008 fu poi proposta la costruzione di nuovi reattori nei siti oggi operativi, per sopperire alla chiusura dei più vecchi reattori; fu poi caldeggiata una maggiore attenzione politica rispetto ai veicoli elettrici ed a quelli alimentati a biocarburante.
Nel febbraio 2009, la coalizione di governo svedese ha detto che prevede di abolire la legge sulla moratoria del nucleare. Questo provvedimento è stato approvato dal Parlamento nel giugno 2010, anche se la costruzione sarà solo in siti esistenti (come Barsebäck) e solo per sostituire le dieci unità attuali. Questo fa parte del suo programma di governo sul clima, che stabilisce che entro il 2020 le fonti rinnovabili dovrebbero fornire la metà di tutta l'energia prodotta, la flotta di auto svedese dovrebbe essere indipendente dai combustibili fossili in 10 anni, e il paese dovrebbe essere ad emissioni zero entro il 2050.

## Programma nucleare futuro
È stata a lungo in discussione il cambiamento della normativa in fatto di nucleare, dopo aver abrogato nel 2009 il referendum del 1980 che esprimeva la volontà di uscire dal nucleare gradualmente allo scadere delle licenze, e della fine della vita operativa dei reattori in quel momento funzionanti o in costruzione, si è provveduto a modificare due linee la legislazione nucleare svedese: da un lato aumentando la responsabilità finanziaria degli operatori del settore, in caso di incidente, a 12 miliardi di corone (1.65 miliardi$) dagli attuali 3 miliardi; dall'altra ad una proposta di modifica del divieto di costruzione di nuovi reattori tuttora in vigore. A metà giugno 2010 è stata presa una decisione finale in merito, che avrà decorrenza dal 2011, questa permetterà di costruire nuovi reattori nel paese, ma unicamente nei siti oggi operativi ed unicamente in sostituzione dei reattori oggi in funzione, questa legge non permetterebbe quindi l'utilizzo reattori modulari, di piccoli reattori in zone remote o della cogenerazione industriale, ma unicamente di grandi reattori per non diminuire sensibilmente l'importanza del nucleare nel mix energetico nazionale
A metà 2012 la Vattenfall ha presentato la richiesta all'ente regolatore inerente alla possibilità di costruire due nuovi reattori, in sostituzione dei due più vecchi di Ringhals. Questo è il primo passo per la sostituzione di questi reattori, che avverrà nel periodo compreso fra il 2025 ed il 2035, se oltre a fattori tecnologici sussisterà la domanda elettrica nazionale per necessitare la sostituzione dei reattori o meno.

## Ciclo del combustibile
La Svezia importa gran parte del suo combustibile arricchito, che è fornito in prevalenza da Eurodif, Urenco e Tenex. È presente un impianto di fabbricazione del combustibile nucleare della Westinghouse presso Västerås che produce circa 400t di combustibile all'anno per i reattori svedesi.

## Reattori di ricerca
La Studsvik è una società fondata nel 1947 come società di proprietà statale. Nel 1960, si trasferisce da Stoccolma a Nyköping, incentrata sulla ricerca pura, successivamente è diventata una società finanziata dalle industrie. Nel 1990, è diventata un'impresa internazionale. Lo Studsvik possiede un reattore R1 da 600kW operante dal 1954 al 1970. L'R2-0 e l'R2 sono stati due reattori di ricerca da 1 MW e 50 MW che hanno funzionato dal 1960 al 2005, entrambi utilizzati anche per la produzione di radioisotopi. L'R2 è stato anche coinvolto con i programmi di ricerca internazionale per l'analisi degli elementi di combustibile del reattore, ha usato carburante ad alto arricchimento fornito dagli Stati Uniti e con il carburante usato ritorno negli Stati Uniti. In collaborazione con CERCA in Francia, la società stava lavorando su di qualificazione ad alta densità del combustibile U-Mo per consentire l'utilizzo di basso arricchimento nel combustibile. Dopo la chiusura del reattore, tutto il progetto è stato trasferito presso il reattore norvegese di Halden.
Tutta la ricerca svedese si è concentrata sulla sicurezza dei reattori e per assicurare che la Svezia mantenga la competenza nel settore nucleare.

## Gestione dei rifiuti e depositi geologici

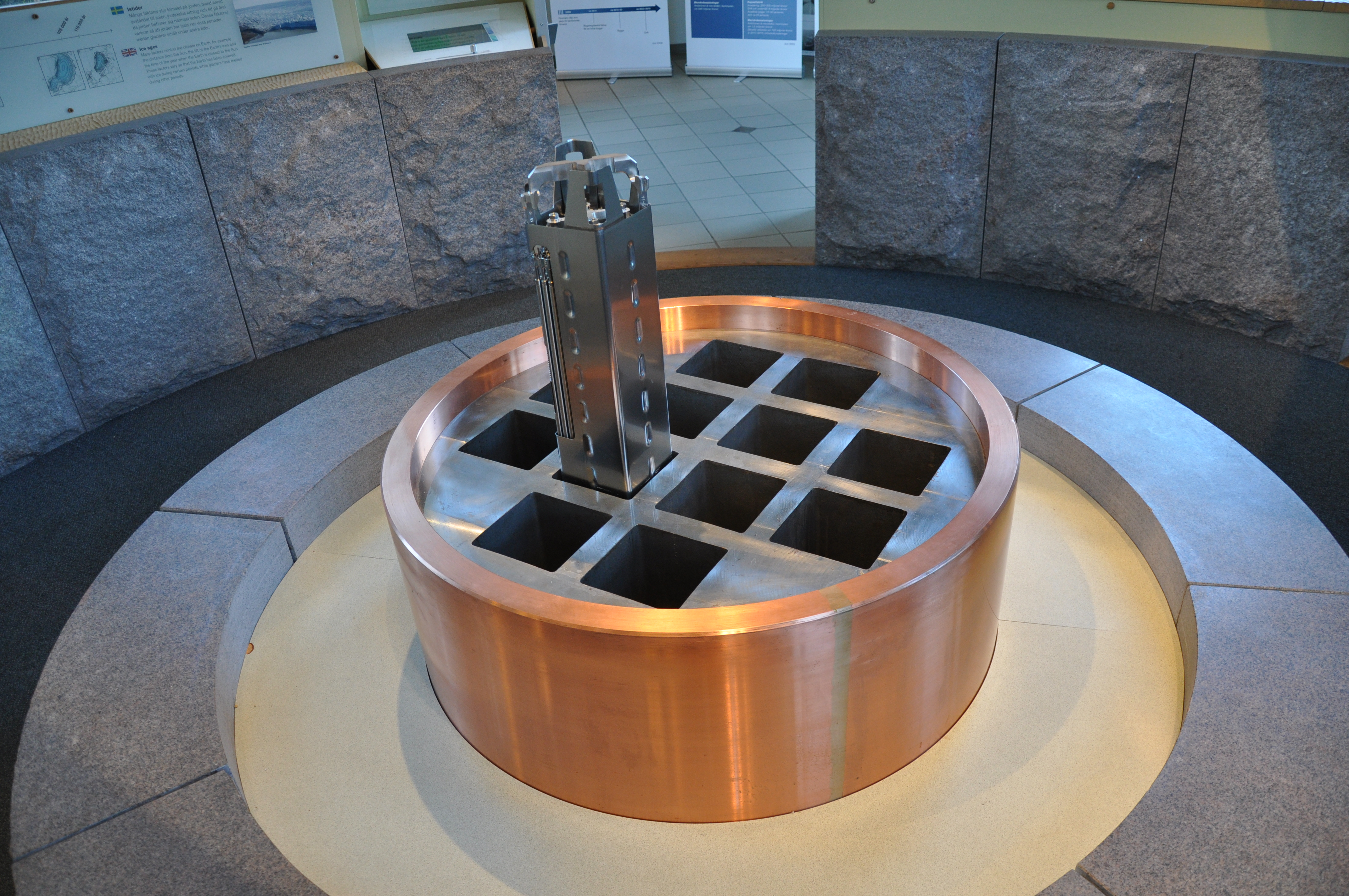
Prototipo di canister per lo smaltimento del combustibile nucleare.

La Svezia ha un completo ciclo di smaltimento dei rifiuti, la sua politica energetica non prevede il riprocessamento del combustibile esausto, ma il suo smaltimento esattamente come esce dal reattore a fine del suo ciclo. La compagnia incaricata della gestione di rifiuti è la Svensk Kärnbränslehantering, istituita nel 1977 per sviluppare tutto un ciclo completo per lo smaltimento e la gestione del combustibile esausto e di tutti i rifiuti radioattivi, questa società è di proprietà congiunta delle varie compagnie elettriche proprietarie dei reattori. I rifiuti di basso livello sono al momento conservati presso i siti delle centrali, mentre altri sono inceneriti presso il Studsvik RadWaste a Nyköping, è poi usata la nave M/S Sigyn per il trasporto del combustibile utilizzato dalle centrali ai siti di stoccaggio.
Il deposito sotterraneo finale per i rifiuti a medio livello di derivazione elettrica, industriale e medica è in funzione vicino a Forsmark dal 1988, questo ha una capacità di 63.000m3 e ne riceve circa 1.000 all'anno; questa locazione è stata anche proposta dalla cittadinanza di Östhammar per il deposito per i rifiuti ad alto livello. Dal 1985 è presente in questa località un deposito temporaneo per il combustibile esausto, attualmente ha una capacità di 8.000t di cui circa 5.000t sono utilizzate a metà del 2009: il deposito è situato dentro una caverna sotterranea ed è costituito da una piscina in una caverna sotterranea, che dovrà contenere il combustibile per un periodo di circa 40-50 anni; successivamente questo sarà incapsulato dentro dei contenitori di rame ed acciaio inossidabile, quindi riposto dentro una formazione granitica e coperto di bentonite a 500m di profondità.
Ricerche effettuate presso l'Äspö Hard Rock Laboratory hanno individuato la locazione finale del deposito geologico profondo, le procedure per l'individuazione del sito sono iniziate nel 2002 e hanno portato ad una preliminare individuazione di due siti, uno presso Oskarshamn ed uno presso Östhammar, entrambi scelti per le ottimali caratteristiche della roccia dopo studi effettuati in una zona più ampia del paese. Nell'aprile 2008 dei sondaggi in tutte e due le comunità hanno riportato un largo supporto della popolazione verso la localizzazione dei deposito nella propria località (rispettivamente l'83% ed il 77%), anche i comuni limitrofi sono stati interpellati e si è riscontrato in tutti il supporto per la localizzazione del deposito nelle proprie vicinanze. Nel giugno 2009 l'SKB ha decretato che il deposito sarà localizzato presso Östhammar in quanto le condizioni geologiche sono migliori, nell'aprile aveva siglato ha siglato un accordo in investimento di 245milioni$ con la maggioranza dei finanziamenti destinati alla località che ha avrebbe perso la gara. L'SKB prevede di chiedere la licenza finale per il sito nel 2010, iniziare i lavori nel 2013 e di avere il deposito operativo nel 2023. È poi previsto un centro di confezionamento del combustibile, vicino al deposito temporaneo di Forsmark, come ultimo tragitto fino al deposito geologico di Östhammar
Le società elettriche sono responsabili dei costi di smaltimento del combustibile usato, e devono fornire tutti i finanziamenti man mano che sono necessari. A questo scopo pagano una tassa di circa 0.21c€/kWh per coprire tutte le spese dallo SKI

## Produzione di uranio
La Svezia non è un produttore di uranio; la sua produzione storica al 2006 è di 200t. Possiede piccole risorse uranifere, pari a 10.000t a <130$/kg nel "Red Book" del 2007
La Svezia possiede numerosi minerali di uranio, molti dei quali catalogati come risorse non convenzionali, ma nessuna miniera in funzione. Le 200t di uranio prodotte sono derivanti da un deposito di scisti neri presso Ranstad, mentre altri sono presenti presso Pleutajokk e nel distretto di Hotagen. Nel 2010 la compagnia australiana Aura Energy ha annunciato la scoperta di un deposito di scisti neri che dovrebbe contenere 112.000t di uranio ed altri minerali quali molibdeno, nichel e vanadio presso Storsjön nella Svezia centrale. A fine agosto 2011 le risorse di questo deposito sono state portate ad oltre 240.000t, rendendolo il terzo singolo deposito per quantità di minerali e non ancora sfruttato, dopo il Continental's Viken project da 403.000t sempre in Svezia ed il progetto Elkon della ARMZ in Russia da 271.000t. La presenza di notevoli quantità di solfuri nel deposito può permettere l'utilizzo di batteri per l'estrazione del minerale.

## Centrali elettronucleari
Tutti i dati della tabella sono aggiornati a dicembre 2019
| Reattori operativi |                    |           |                    |                                    |                                   |                        |
| Centrale | Potenza netta (MW) | Tipologia | Inizio costruzione | Allacciamento alla rete            | Produzione commerciale            | Dismissione (prevista) |
| Forsmark (reattore 1) | 984                | BWR       | 1º giugno 1973     | 6 giugno 1980                      | 10 dicembre 1980                  | 2040                   |
| Forsmark (reattore 2) | 1120               | BWR       | 1º gennaio 1975    | 26 gennaio 1981                    | 7 luglio 1981                     | 2041                   |
| Forsmark (reattore 3) | 1167               | BWR       | 1º gennaio 1979    | 5 marzo 1985                       | 18 agosto 1985                    | 2045                   |
| Oskarshamn (reattore 3) | 1400               | BWR       | 1º maggio 1980     | 3 marzo 1985                       | 15 agosto 1985                    | 2035                   |
| Ringhals (reattore 1) | 881                | BWR       | 1º febbraio 1969   | 14 ottobre 1974                    | 1º gennaio 1976                   | 2020                   |
| Ringhals (reattore 3) | 1062               | PWR       | 1º settembre 1972  | 7 settembre 1980                   | 9 settembre 1981                  | 2041                   |
| Ringhals (reattore 4) | 1104               | PWR       | 1º novembre 1973   | 23 giugno 1982                     | 21 novembre 1983                  | 2043                   |
| Totale: 7 reattori per complessivi 7.718 MW |                    |           |                    |                                    |                                   |                        |
| Reattori in costruzione |                    |           |                    |                                    |                                   |                        |
| Centrale | Potenza netta (MW) | Tipologia | Inizio costruzione | Allacciamento alla rete (previsto) | Produzione commerciale (prevista) | Costo (stimato)        |
| Totale: 0 reattori per complessivi 0 MW |                    |           |                    |                                    |                                   |                        |
| Reattori pianificati ed in fase di proposta |                    |           |                    |                                    |                                   |                        |
| Totale programmati: 0 reattori per complessivi 0 MW Totale proposti: 0 reattori per oltre 0 MW complessivi |                    |           |                    |                                    |                                   |                        |
| Reattori dismessi |                    |           |                    |                                    |                                   |                        |
| Centrale | Potenza netta (MW) | Tipologia | Inizio costruzione | Allacciamento alla rete            | Produzione commerciale            | Dismissione            |
| Ågesta | 10                 | PHWR      | 1º dicembre 1957   | 1º maggio 1964                     | 1º maggio 1964                    | 2 giugno 1974          |
| Barsebäck (Reattore 1) | 600                | BWR       | 1º febbraio 1971   | 15 maggio 1975                     | 1º luglio 1975                    | 30 novembre 1999       |
| Barsebäck (Reattore 2) | 600                | BWR       | 1º gennaio 1973    | 21 marzo 1977                      | 1º luglio 1977                    | 31 maggio 2005         |
| Oskarshamn (reattore 1) | 473                | BWR       | 1º agosto 1966     | 19 agosto 1971                     | 6 febbraio 1972                   | 19 giugno 2017         |
| Oskarshamn (reattore 2) | 638                | BWR       | 1º settembre 1969  | 2 ottobre 1974                     | 1º gennaio 1975                   | 22 dicembre 2016       |
| Ringhals (Reattore 2) | 904                | PWR       | 1º ottobre 1970    | 17 agosto 1974                     | 1º maggio 1975                    | 30 dicembre 2019       |
| Totale: 6 reattori per complessivi 3.225 MW |                    |           |                    |                                    |                                   |                        |
| NOTE: - La normativa in vigore prevede la possibilità di sostituzione e/o aumento del parco reattori al termine del ciclo vitale degli impianti ancora in funzione. Per quasi tutti i reattori, sono in corso dei lavori di potenziamento. |                    |           |                    |                                    |                                   |                        |